# Shushanik Kurghinian
Shushanik Kurghinian (in armeno Շուշանիկ Կուրղինյան; Gyumri, 18 agosto 1876 – Erevan, 24 novembre 1927) è stata una scrittrice, politico e giornalista armena.

## La vita e l'opera
Shushanik Kurghinian (armeno: Շուշանիկ Կուրղինյան, 18 agosto 1876 - 24 novembre 1927) la sua poliedrica attività di scrittrice, giornalista e polemista la fecero diventare un elemento catalizzatore nello sviluppo della poesia socialista e dell'intera ideologia femminista dell'Unione Sovietica.
Nacque col nome di Shushanik Popoljian a Alessandrapoli, oggi Gyumri, in Armenia, in una famiglia di artigiani. La giovane Shushanik ha beneficiato dell'espansione dell'educazione armena alla classe operaia e ha frequentato una scuola elementare femminile in un monastero locale, prima di frequentare la Scuola Femminile Arghutian di Alessandrapoli. Nel 1895 studia in un ginnasio russo, una delle tante scuole istituite dallo zar Alessandro III per russizzare il Caucaso e allargare i confini della Russia imperiale. Sin dalla scuola le ambizione letteraria di Kurghinian crescono e lei viene incoraggiata dai suoi insegnanti.
La sua prima poesia fu pubblicata nel 1899 nel 1900 il suo primo racconto apparve sulla rivista "Aghbyur". Dopo aver fondato il primo gruppo politico femminile legato al Partito Socialdemocratico Hunchakian ad Alessandrapoli, Kurghinian fuggì a Rostov sul Don per sfuggire agli arresti del regime zarista. Il suo primo volume di poesie, "Suono dell'Alba", è stato pubblicato nel 1907, e una delle sue poesie da questo volume, "The Eagle's Love", è stata tradotta e inclusa nella seconda antologia di Alice Stone Blackwell dal titolo "La Poesia armena: Resa in versi inglesi"(1917).
A ventun'anni sposò Arshak Kurghinian, un membro della clandestinità socialista nel Caucaso. Nel 1903 si trasferì a Rostov sul Don con i suoi due figli, mentre Arshak rimase ad Alessandrapoli. Sperimentando le sempre maggiori difficoltà e la povertà, Kurghinian si immerse nell'ambiente rivoluzionario russo e alcune delle sue poesie più potenti furono scritte tra il 1907 e il 1909, durante gli anni della sua affiliazione con il proletariato clandestino di Rostov.
"Arshaluysi ghoghanjner" (Suono dell'Alba), il suo primo libro di poesie fu pubblicato a Nor Nakhichevan, quartiere armeno di Rostov sul Don nel 1907. Fu una risposta diretta alla fallita rivoluzione del 1905 e fu pubblicato con l'aiuto di Aleksandr Myasnikyan. Il secondo volume di Kurghinian fu pesantemente criticato e respinto dalla censura zarista.
Dalla fine degli anni '10 alla Rivoluzione di ottobre, continuò a scrivere e partecipare a progetti sociali, ma le sue attività letterarie si ridussero drasticamente a causa della sua salute fragile. Nel 1921, l'anno dopo la sovietizzazione dell'Armenia, tornò a Alessandropoli, sua città natale.
Nel 1925 si recò a Kharkov e a Mosca per cure mediche e tornò a casa delusa. Nel 1926, dopo il terremoto di Alessandrapoli, si stabilì a Erevan, dove fu accolta con grande entusiasmo dai circoli letterari. A causa di complicazioni di salute, Kurghinian morì all'età di cinquantun anni a Erevan il 24 novembre 1927.
Fu sepolta nel Cimitero del Komitas Pantheon a Erevan. Una via nel distretto Malat’ia-Sebastia della città la ricorda.